# Nikon Coolpix 4300
Le Nikon Coolpix 4300 est un appareil photographique numérique de type compact fabriqué par Nikon de la série Nikon Coolpix.

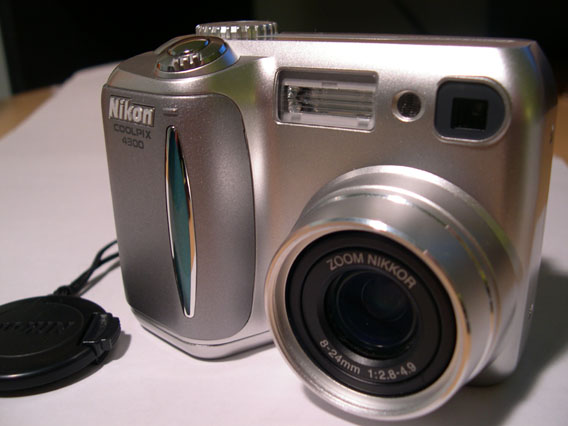

Commercialisé en septembre 2002, le 4300 est un appareil de dimensions réduites : 6,5 × 6,9 × 5,2 cm.

Son boîtier de forme ergonomique lui assure une bonne prise. Il possède une définition de 4,0 mégapixels et est équipé d'un zoom optique de 3×.

Sa portée minimum de la mise au point est de 30 cm mais ramenée à 4 cm en mode macro.

Son automatisme gère 12 modes Scène pré-programmés afin de faciliter les prises de vues (paysage, portrait, coucher de soleil/clair de lune, nocturne, texte, macro, musée, fête/intérieur, rétro-éclairage, plage/neige, portrait nuit, feu d'artifice).

L’ajustement de l'exposition est automatique et permet également un mode manuel avec un ajustement dans une fourchette de ±2.0 par paliers de 0,33 EV.

La balance des blancs se fait de manière automatique, mais également semi-manuelle avec des options pré-réglées (ensoleillé, lumière incandescent, tubes fluorescents, nuageux, flash).

Son flash incorporé a une portée effective de 0,4 à 3,7 m et dispose de la fonction atténuation des yeux rouges.

La fonction "BSS" (Best Shot Selector) sélectionne parmi dix prises de vues successives, l'image la mieux exposée et enregistre automatiquement.

La fonction "Réduction du bruit" s’active automatiquement lorsque la vitesse d’obturation est lente.

Son mode Rafale permet de prendre 2 images par seconde.
Nikon a arrêté sa commercialisation en 2006.

## Caractéristiques
- Capteur CCD taille 1/1,8 pouce - définition : 4,13 millions de pixels, effective : 4,0 millions de pixels
- Zoom optique : 3×, numérique : 4×
  - Distance focale équivalence 35 mm : 38-114 mm
  - Ouverture maximale de l'objectif : F/2,8-F/4,9
- Vitesse d'obturation : 8 à 1/1000 seconde
- Sensibilité : auto 50 à 200 ISO et manuel 100 - 200 et 400 ISO
- Stockage : CompactFlash type I - pas de mémoire interne
- Définition image maxi : 2272×1704 au format JPEG et TIFF
- Autres définitions : 2048×1536, 1600×1200, 1024×768 et 640×480
- Définitions vidéo : 320x240 à 15 images par seconde par séquence de 40 secondes au format QuickTime sans audio
- Connectique : USB, vidéo composite
- Écran LCD de 1,5 pouce - matrice active TFT de 110 000 pixels
- Batterie propriétaire rechargeable lithium-ion type EN-EL1
- Poids : 230 g sans accessoires (batteries-mémoire externe)
- Finition : argent ou noir.